# Viona
La Viona è un torrente del Piemonte che interessa le province di Torino e di Biella.

È tributaria del Torrente Ingagna.

## Corso del torrente

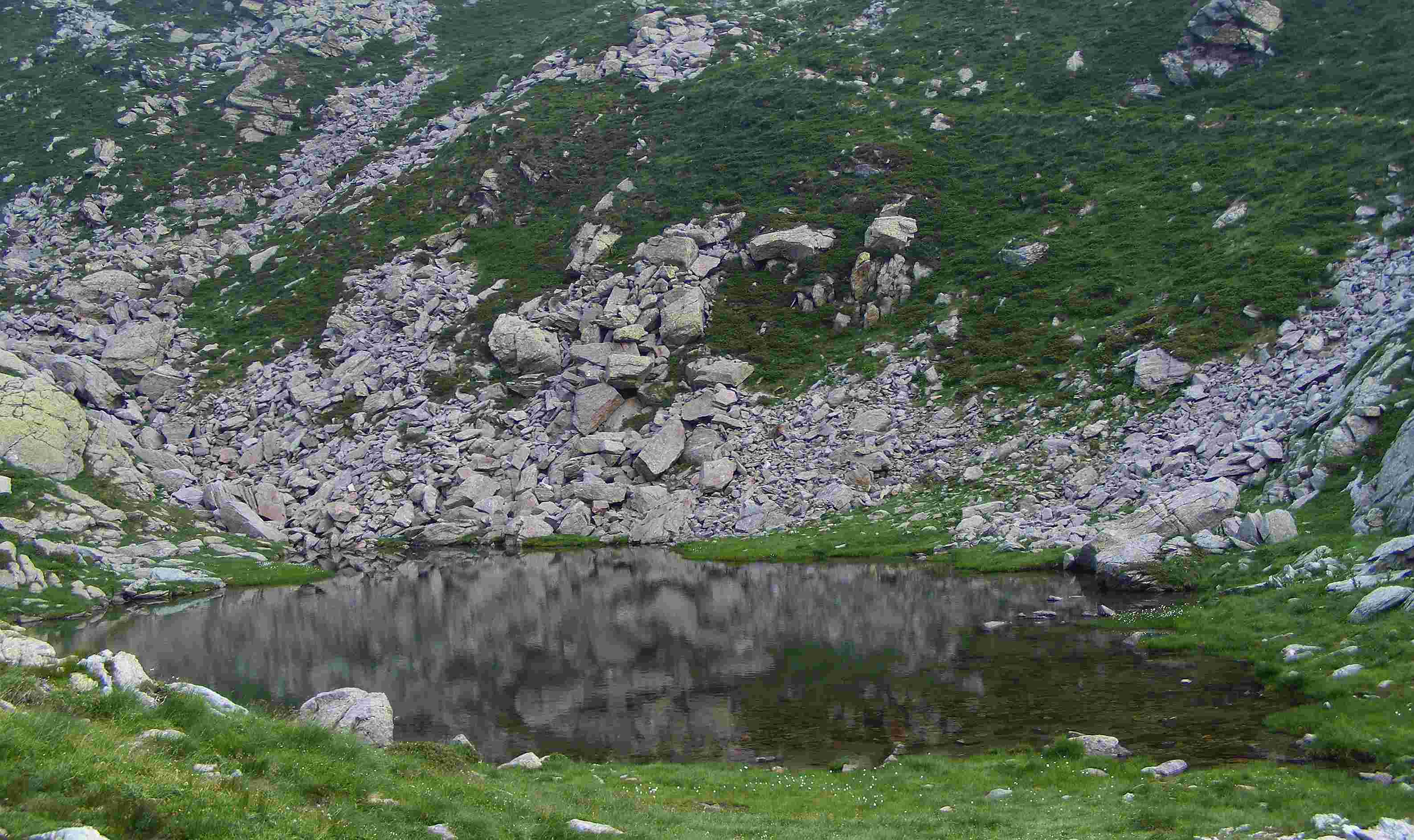
Il Lago Pasci o del Mombarone

Nasce a circa 2200 m di quota in comune di Donato sui contrafforti meridionali della Colma di Mombarone e delle altre cime della valle cui dà il nome (Monti La Torretta, Cavalpiccolo e Cavalgrosso). Forma dopo poco il piccolo Lago del Mombarone (detto forse più propriamente Lago Pasci, 2058 m, per differenziarlo dall'omonimo laghetto posto sul versante Dora); nella sua discesa verso sud-ovest segna per un buon tratto il confine tra il Biellese e il Canavese.
   Passato a breve distanza dall'abitato di Andrate, il suo corso, sbarrato dall'apparato morenico della Serra d'Ivrea, devia di più di 90° dirigendosi prima verso sud-est e poi decisamente ad est, scavando una valle pressappoco parallela alla Serra stessa.
   Raggiunto il capoluogo comunale di Mongrando,confluisce infine nell'Ingagna a 312 m di quota.

## Affluenti

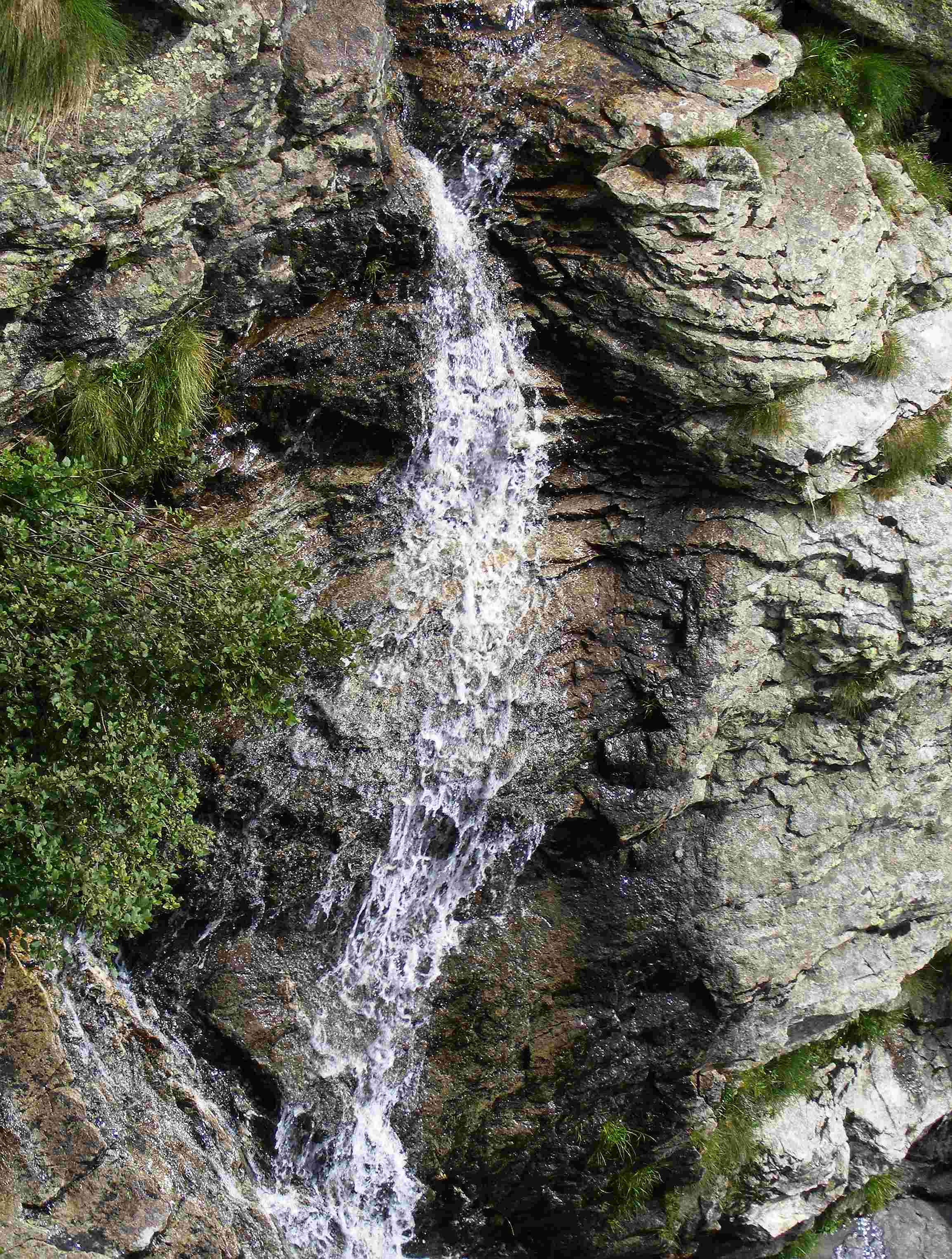
La Viona nel suo tratto alpino

La Viona non ha affluenti di particolare rilievo se non nella parte bassa del proprio corso perché per molti km scorre parallela ai torrenti Ingagna (a nord) e Olobbia (a sud), tenendosi a una distanza anche di poche centinaia di metri da questi corsi d'acqua. Ciò rende il bacino di raccolta della Viona molto limitato e impedisce la formazione di un reticolo idrico minore significativo.
   Nella parte più a valle del suo corso riceve invece da sinistra l'apporto del Rio Tenerello, un breve corso d'acqua che scava la boscosa valletta compresa tra le frazioni di Mongrando Ruta e Prelle.
   A differenza di quanto riportato nei documenti della Regione Piemonte una fonte autorevole quale il SIBAPO (Sistema informativo dell'Autorità di bacino del fiume Po) considera l'Ingagna un affluente della Viona, attribuendo quindi a quest'ultima la lunghezza dell'intera asta fluviale tra le sorgenti della Viona e la confluenza nell'Elvo.

## Storia

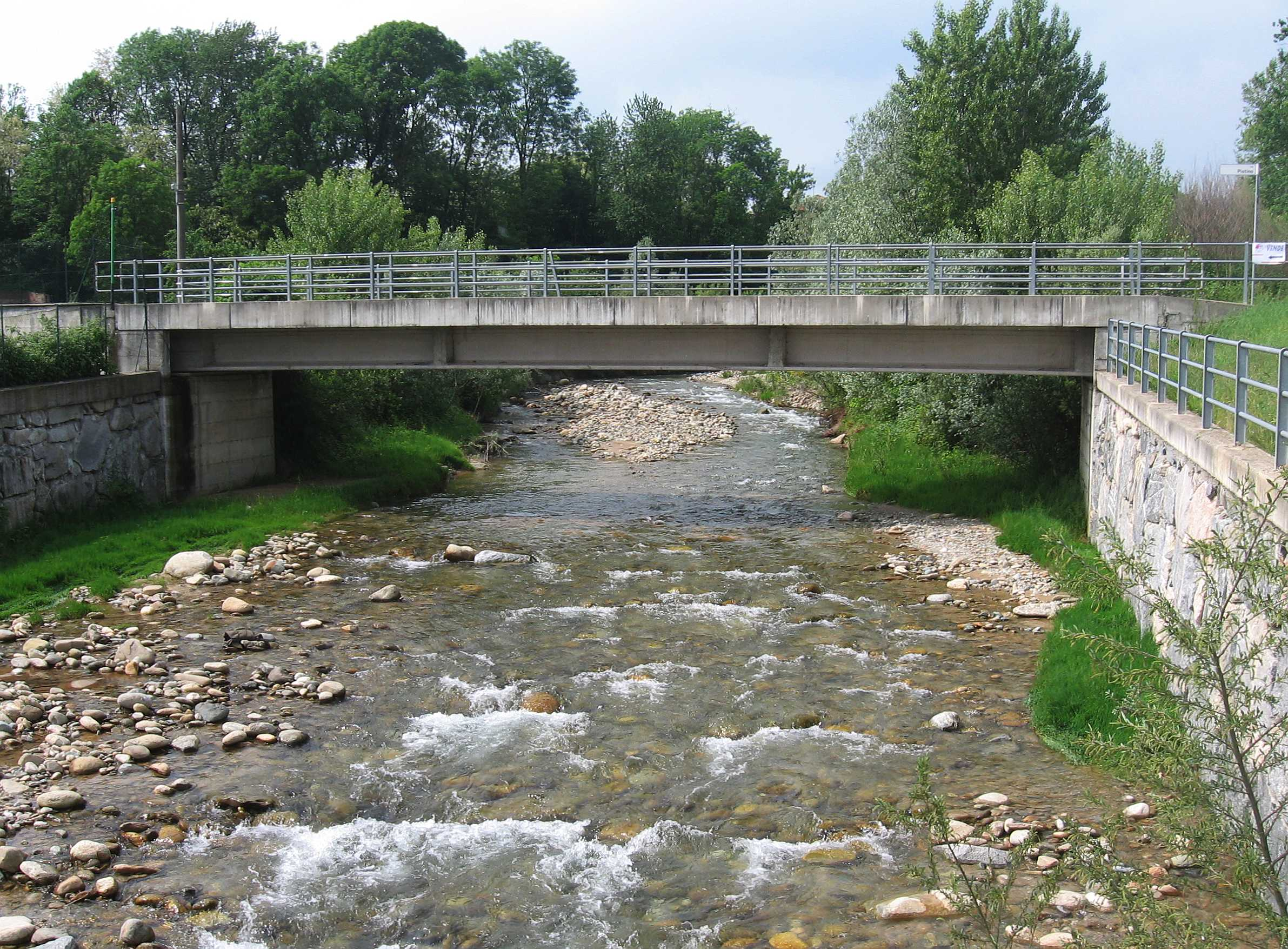
Mongrando (BI): il ponte di via Pistino

Le acque del torrente Viona nell'antichità furono deviate per essere utilizzate nel lavaggio dei sedimentii auriferi della Bessa nel quadro dello sfruttamento minerario messo in atto dai romani.